# Grône
Grône is een gemeente en plaats in het Zwitserse kanton Wallis, en maakt deel uit van het district Sierre.
Grône telt 2.253 inwoners.

## Geboren
- Yves Allegro (1978), Zwitsers tennisser